# 彩霧
『彩霧』（さいむ）は、松本清張の長編小説。『オール讀物』に連載され（1963年1月号 - 12月号）、1964年4月に文藝春秋新社から刊行された。

## あらすじ
福栄銀行の預金係の安川信吾は、新生活に踏み出すため、ホステスの小野啓子を連れ、行金五百万円を持ち逃げした。九州各地を転々とする間に、安川は脱税目的の架空名義預金が記された手帳を持っていることを、友人の知念基に知らせる。連絡を受けた知念は、友人の田村捨吉と共に福栄銀行に掛合い、大口預金者の架空名義預金名簿を安川が持つことを武器に、警察への訴えを取り下げるよう要求する。支店長と話がついたとの知らせを受けた安川は東京に戻ろうとするが、万一の場合に備え、手帳を啓子に預け原町田へ逃がす。
福栄銀行が知念との約束を破って警察へ通報し、安川が逮捕されたことを知った知念は、田村と共に福栄銀行の本店に乗り込むが、総会屋を背景にした総務部長は手を引くよう求める。知念は有名な高利貸の須原庄作に援助を求め、安川を助けるため戦おうとするものの、田村は福栄銀行の提示した端金に懐柔され、須原は巧妙な手段で銀行と手を握る。須原は続いて銀行に圧力をかけて安川を釈放させ、田村は安川と合流、須原の力を前に、取り残されたことを知念は知る。
安川が銀行によって都落ちさせられたと知った知念は静岡県へ向かうが、駿河湾沿岸を舞台とする連続殺人事件に巻き込まれる。須原が背後にいると睨む知念は事件の真相を追跡する。

## 主な登場人物
知念基
東京の証券会社の外交員。
安川信吾
福栄銀行池袋支店の預金係。
小野啓子
銀座のキャバレー「コスタリカ」のホステス。
田村捨吉
四谷の土地会社の外交員。
須原庄作
高利貸の大宝商事友好会会長。
板倉政一
大宝商事友好会の総務部次長。
相田栄一郎
駿遠相互銀行の常務。
蝶丸
相田栄一郎に付き添っていた妓。
文弥
相田栄一郎と同行した芸者の一人。
牧野一夫
Y税務支署法人税係。

## エピソード
- 著者は本作発表前に1962年9月29日付のメモを以下のように書きつけている。「某相互銀行本店に十億円の脱税あり。その確証を握っている行員が二百万円を横領拐帯して逃走。が、長い逃走がイヤになり、友人Aを介して銀行側と示談が成立する。行員が安心して戻ると、すぐに逮捕された。Aが約束が違うと怒って本店にかけ合うと、「手違い」と称して総務部長は平謝り。Aは金融業者Bに助力を求める。Bは一諾、ただちに本店へ行き、脱税をタネにして脅して金を引出す。又は有利な条件で、モウロウ手形を割らせる。AがBに様子を聞きに行くと、Bはマアマアとなだめる。それでもおさまらぬと暴力をちらつかせてAを押え込む。馘首された行員は脱税の証拠を握っており、金融業者Bはそれを五十万円で買いたいと熱心である」[1]。
- 推理小説研究家の山前譲は、本作について『黒革の手帖』の「男性バージョン、いや失敗バージョンといえるだろうか」と述べている[2]。